# Платежен баланс
Платежният баланс, съкратено ПБ, е счетоводен отчет, обобщаващ всички международни парични сделки, осъществени от гражданите, организациите, държавните и местните институции на дадена страна за определен период от време.

## Понятие
Такива сделки са международните покупки и продажби на стоки, услуги и активи. Платежният баланс е описание на входящите и изходящи потоци чуждестранна валута към и от банковата система на една страна. Той се съставя от централната банка, като по правило отчетният му период е месечен, тримесечен и годишен. Приготвянето му е труден процес, защото предполага прецизно наблюдаване и статистическо отчитане на сложните и многообразни форми и аспекти на външно-икономическите отношения. Информацията постъпваща в него е необходима за управлението на международните икономически отношения на дадена страна.
Платежният баланс обхваща само тези международни сделки, при които се пресича националната граница. Той не съдържа международните стопански процеси, които се осъществяват в рамките на страната – като покупко-продажба на чужда валута от местни резиденти, нито вътрешните търговски, финансови и др. процеси. Платежният баланс отразява всички постъпления в страната от чужбина и всички плащания на страната към останалия свят. Състоянието на платежния баланс често се нарича „външната сметка“ на страната.

## Структура
Платежният баланс се съставя по метода на двустранното счетоводство. Всяка международна сделка се отразява чрез две записвания с противоположен знак, като сумата от всички кредитни и дебитни записвания в ПБ трябва да бъде равна на нула. Автономните сделки се записват като кредит, когато пораждат приходи от чужбина за местната икономика и като дебит, когато предизвикват плащане към чуждестранни партньори.
Структурата на ПБ обхваща няколко основни сметки.
- Текуща сметка – тя е първият главен раздел и включва входящите и изходящи потоци от търговия със стоки, плащанията и постъпленията за услуги, парите, които емигрантите изпращат на свои роднини в разглежданата страна[3], както и текущите трансфери между страната и останалия свят.
- Капиталова сметка – капиталови трансфери и придобиване или предоставяне на нематериални и нефинансови активи.
- Финансова сметка – обхваща инвестициите, които чуждите фирми правят в дадена страна, дивидентите, които изтеглят, и инвестиционната дейност на местните фирми зад граница. Кредитните взаимоотношения на местните банки с чужбина също се обхващат от финансовата сметка.[3]
- Сметка „Грешки и пропуски“ – записва се числото, с което сумата от салдата по Текущата сметка, Капиталовата сметка, Финансовата сметка и сметка Резерви и друго финансиране се отклонява от нула. Това е необходимо, за да се преодолеят статистическите неточности и пропуски при събирането на данните за международните сделки, и за да се осигури равенство между дебитните и кредитните записвания в цялостния ПБ.
- „Резерви и друго финансиране“ – включва тези външни активи, които са на разположение и са контролируеми от централната банка или правителството, и се използват за пряко финансиране на дефицити по платежния баланс.[1]

## Салдо
Когато се употребяват понятията „активен“ и „пасивен“ платежен баланс, се има предвид наличието на активно и пасивно салдо по сметката на Общия баланс. Общият баланс включва сумата от салдата по Текущата сметка, Капиталовата сметка, Финансовата сметка и сметка „Грешки и пропуски“.
Когато салдото от Общия баланс е отрицателна величина, централната банка трябва да го финансира чрез държавните валутни резерви или чрез заемни средства. Когато салдото е положително, то може да се използва за увеличаване на държавните валутни резерви или за погасяване на задължения към чуждестранни кредитори.
Пасивният платежен баланс свидетелства за недостиг на валута и за намаляване на националната парична маса. Резултатите от това са висока инфлация, увеличаване на лихвения процент, повишаване на валутния курс и др. Активният платежен баланс изразява излишък на валута и увеличаване на местната парична маса. Това действа стимулиращо на икономическото развитие, заетостта и др.

## Правила за изготвяне на платежния баланс
Източник на правила за изготвяне на платежния баланс може да бъдат Ръководството по платежния баланс на МВФ, чието четвърто издание е от 1977 г., а петото издание е 1993 г. Към последното се придържа и БНБ. А от 17 април 2015 г. данни са съставени съгласно шестото издание на Ръководство по платежен баланс и международна инвестиционна позиция на МВФ от 2008 г.